# Miętałów
Miętałów – część wsi Bondyrz w Polsce położona w województwie lubelskim, w powiecie zamojskim, w gminie Adamów.
W latach 1975–1998 Miętałów administracyjnie należał do województwa zamojskiego.